# IC 1223
IC 1223 је спирална галаксија у сазвјежђу Херкул која се налази на листи објеката дубоког неба у Индекс каталогу.
Деклинација објекта је + 49° 13' 16" а ректасцензија 16h 35m 42,4s. Привидна величина (магнитуда) објекта IC 1223 износи 14,4 а фотографска магнитуда 15,2. IC 1223 је још познат и под ознакама MCG 8-30-33, CGCG 251-32, NPM1G +49.0333, PGC 58567.